# Девід Бейтс (плавець)
Девід Бейтс (англ. David Bates, 3 квітня 1976) — австралійський плавець.
Призер Чемпіонату світу з водних видів спорту 1994 року.